# Ideasztézia

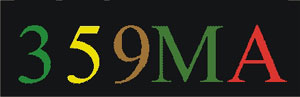
Példa a grafémák és a színek közötti asszociációkra, amelyeket pontosabban írnak le ideasztéziaként, mint szintetéziaként

Az ideasztéziát olyan jelenségként definiálják, amelyben a fogalmak (induktorok) érzékelési élményeket idéznek elő (párhuzamos tényezők). A név az ókori görög ἰδέα (idéa) és αἴσθησις (aísthēsis) szavakból származik, jelentése „fogalmak érzékelése” vagy „ötletek érzékelése”. Az ideasztézia fogalmának bevezetésének fő oka a szinesztézia jelentésbeli problémája volt. Míg a „szinesztézia” az érzékek egyesülését jelenti, az empirikus bizonyítékok azt mutatták, hogy ezen szócikkben hagyományosan érintett jelenségek egy sorának helytelen magyarázata volt. A „együtt-érzékelést” is jelölő szin-esztézis két érzékszervi elem egyesülését jelenti, kevés kapcsolódással a kognitív szinthez. Mások szerint azonban a jelenségek legtöbbjét, amelyet véletlenül összekapcsoltak a szinesztéziával, valójában a szemantikai reprezentációk váltják ki. Tehát, az inger jelentése az, ami fontos, nem pedig az érzékszervi érzékelésé, mint ahogy azt a szinesztézia sugallja. Más szavakkal, míg a szinesztézia feltételezi, hogy mind a triggert kiváltó (induktor), mind az ebből eredő tapasztalat (egyidejű) szenzoros természetű, addig az ideasztézia azt feltételezi, hogy csak az eredményül kapott tapasztalat szenzoros természetű, míg a trigger szemantikus. Időközben az ideasztézia fogalma olyan elméletté fejlődött ki, amellyel érzékeljük, és a kutatás kiterjedt a szinesztézián túl más témákra is – mivel az ideasztézia fogalma alkalmazhatóvá vált mindennapi felfogásunkban. Az ideasztéziát a művészet elméleti megközelítésében is alkalmazták. Az ideasztézia kutatása fontos következményekkel jár az emberi tudatos élmény rejtélyének megoldásában, amely az ideasztézia szerint annak alapjául szolgál, hogy hogyan aktiváljuk a koncepciókat. 

## Példák és bizonyítékok
A szinesztézia általános példája a grafémák és a színek közötti társulás, amelyet általában graféma-szín szinesztézianak neveznek. Az ábécé betűit itt élénk színvilág jellemzi. A tanulmányok kimutatták, hogy az érzékelt szín kontextustól függ, és az inger kivonatolt annak értelme határozza meg. Például egy egyértelmű „5” inger, amelyet „S” vagy „5” lehet értelmezni, színét az „S” vagy az „5”-höz társítja, attól függően, hogy melyik környezetben mutatják be. Ha a számok között szerepel, akkor azt „5”-nek kell értelmezni, és hozzákapcsolja az adott színt. Ha betűk között mutatják be, akkor azt „S” -ként értelmezik, és hozzákapcsolják a megfelelő szinesztetikus színt. 
A graféma-szín szinesztéziának bizonyítéka abból a megállapításból származik, hogy a színeket rugalmasan össze lehet kapcsolni a grafémákkal, mivel ezeknek a grafémáknak új jelentéseik vannak. Az egyik tanulmányban a szintesztétákat olyan glagolit betűkkel mutatták be, amelyeket még soha nem láttak, és a jelentést egy rövid írási gyakorlat segítségével szerezték meg. A glagolitikus gráfémák örökölték a megfelelő latin gráfok színeit, amint a glagolit gráfok megszerezték az új jelentést. 
Egy másik tanulmányban a szinesztéziásokat arra kérték, hogy új szintesztézikus asszociációkat alakítsanak ki a soha nem látott grafémákhoz. A szinesztéziások ezeket az asszociációkat percek alatt vagy másodpercek alatt megteremtették - ez túl rövid idő volt ahhoz, hogy új fizikai kapcsolatokat lehessen létrehozni az agy színkép- és graféma-ábrázolási területei között, szintén az ideasztézia enged következtetni. Noha az időbeli lefolyás összhangban áll a posztszinaptikus AMPA receptor upregulációval és/vagy az NMDA receptor koaktivációval, ami azt sugallja, hogy a valós idejű tapasztalatokat az elemzés szinaptikus szintjén veszik igénybe az új kapcsolatok kialakítása előtt, ez egy nagyon intuitív módon vonzó modell. 
A lexikus-ízléses szinesztézia bizonyítékai szintén az ideasthesia irányába mutatnak: Lexical-ízületi szinesztézia esetén az inger verbalizálása nem szükséges az egyidejű tapasztalatokhoz. Ehelyett elegendő a fogalom aktiválódása. 
A szinesztézia másik esete az úszási stílusú szinesztézia, amelyben az egyes úszási stílusok egy élénk színvilággal vannak társítva. Ezeknek a szinesztéziásoknak nem kell elvégezniük a megfelelő úszási stílus tényleges mozgását. Az egyidejű élmények aktiválásához elegendő az úszási stílus fogalmának aktiválása (pl. Úszó fényképének bemutatásával vagy egyszerűen az úszásról beszélve). 
Azt állították, hogy a gemináta mássalhangzók grafema-szín szinesztéziája szintén bizonyítékot jelent az ideasztézia számára. 
A hangmagasság szinesztéziában ugyanaz a hang lesz társítva a különböző színekhez, attól függően, hogy megnevezték; A do# (azaz a di) színei hasonlóak, mint a do (pl. vöröses szín) és a félhang (azaz ra) színei hasonló a ré színéhez (pl. sárgás színű), bár a két osztály nem ugyanaz a hangmagasság. Hasonló szemantikai asszociációkat találtak a magánhangzók akusztikus jellemzői és a méret fogalma között. 
One-shot ideasztézia: Vannak olyan szinesztéziás élmények, amelyek csak egyszer fordulhatnak elő az életben, és ezért one-shot ideasztéziának nevezik. Az ilyen esetek vizsgálata rámutatott, hogy az ilyen egyedi élmények általában akkor fordulnak elő, amikor a szinesztéziások olyan intenzív mentális és érzelmi tevékenységben vesznek részt, amik például fontosak az alany jövőjének megtervezése szempontjából vagy az életére való reflektálás. Így arra a következtetésre jutottak, hogy ez szintén az ideasztézia egy formája.

## Normál érzékelésben

Melyik lenne Bouba és melyik Kiki? A válaszok nagymértékben következetesek az emberek körében. Ez az ideasztézia példája, aminél az inger fogalmi aspektusa is fontos szerepet játszik.

Mostanában felvetették, hogy a Bouba / Kiki jelenség ideasztézia esete.   A legtöbb ember egyetért azzal, hogy a bal oldali csillag alakú tárgy Kiki, a jobb kerek pedig a jobb oldali Bouba.   Feltételezték, hogy ezek az asszociációk a vizuális és hallókéreg közötti közvetlen kapcsolatokból származnak. Például e hipotézis szerint a csillag alakú objektumban az éles inflexiók ábrázolása fizikailag összekapcsolódna a Kiki hangában található éles inflexiókkal. Gomez és munkatársai kimutatták, hogy a Kiki / Bouba asszociációk sokkal gazdagabbak, mindkét szónál, és mindkét képet szemantikailag sokféle fogalomhoz társítják, mint például a fehér vagy a fekete szín, a nőies vagy a férfias, a hideg vagy a forró stb. Ezek a hang alakú asszociációk úgy tűnik, hogy összefüggésben vannak egyrészről a Kiki és a csillag alakú, másrészről a Bouba és a kerek alak szemantikai hálózataival. Például a Kiki és a csillag alak is okos, kicsi, vékony és ideges. Ez azt jelzi, hogy a Kiki-Bouba-effektus mögött egy gazdag szemantikai hálózat található. Más szavakkal, szenzoros tapasztalatainkat nagyrészt az határozza meg, hogy mit stimulálunk. Az ételek leírása és a borkóstolás egy másik olyan terület, ahol fontos szerepet játszhatnak az íz és az egyéb módozatok, például az alak közötti ideasztikus társulás. Ezek a szemantikus jellegű kapcsolatok szerepet játszanak a sikeres marketingben; a termék nevének meg kell egyeznie a többi tulajdonsággal.

## A szinesztézia kialakulásának következményei
Az ideasztézia fogalma befolyásolja a szinesztézia fejlődését a gyermekekben. A szintetikus gyermekek a szenzoros jellegű élményeket elsősorban az absztrakt fogalmakhoz kapcsolhatják, amelyekkel egyébként nehézségekbe ütköznek. A szinesztézia tehát kognitív eszközként alkalmazható az oktatási rendszer által előidézett tanulási anyagok absztrakt helyzetének megválaszolására — amelyet "szemantikai vákuumhipotézisnek" is nevezünk. Ez a hipotézis magyarázza, hogy miért a szinesztézia leggyakoribb indukálói a grafikák és az időegységek — mindkettő vonatkozik az első igazán elvont ötletekre, amelyeket a gyermeknek el kell sajátítania.

## Művészet elméleti vonatkozások
Az ideasztézia fogalmát gyakran tárgyalták a művészettel kapcsolatban és a művészet pszichológiai elméletének megfogalmazására is felhasználták. Az elmélet szerint valamit műalkotásnak akkor tekintünk, ha a mű által indukált tapasztalatok pontosan kiegyensúlyozottak az ugyanazon mű által indukált szemantikával. Így egy műalkotás erősen gondolkodni és erősen megtapasztalni késztet bennünket. Ráadásul a két érzet tökéletesen kell, hogy az a legkiemelkedőbb inger vagy esemény mind az egy, amely idézi a legerősebb élmények (félelem, öröm, ...) és a legerősebb megismerés (visszahívás, memória, ...) — más szóval, az idea kiegyensúlyozott az esztétikával. 
Az ideasztézia elmélete felhasználható az esztétika pszichológiai tanulmányozására. Segíthet a művészettel kapcsolatos osztályozási viták magyarázatában is, mivel annak fő tétele, hogy a művészet tapasztalata csak egyénileg alakulhat ki, az egyén egyedi tudásától, tapasztalataitól és történeteitől függően. Nem létezhet olyan általános művészeti osztályozás, amely kielégítően alkalmazható lenne minden egyes személyre. 

## Az ideasztézia neurofiziológiája
Az ideasztézia összhangban áll azzal agyműködés elmélettel, amely practopoiesis néven ismert. Ezen elmélet szerint a fogalmak nem alakulnak ki automatikusan a fejlett, speciális agyi neurális hálózatokban, amint azt általában feltételezik; inkább azt javasolják, hogy a fogalmak alapvető fontosságúak lehetnek az élő szervezetekre és az agyra jellemző adaptivitás szempontjából.

## Fordítás
Ez a szócikk részben vagy egészben  az   Ideasthesia című angol Wikipédia-szócikk ezen változatának fordításán alapul.  Az eredeti cikk szerkesztőit annak laptörténete sorolja fel. Ez a jelzés csupán a megfogalmazás eredetét és a szerzői jogokat jelzi, nem szolgál a cikkben szereplő információk forrásmegjelöléseként.